# Здрастуйте, я приїхав!
«Здрастуйте, я приїхав!» (рос. «Здравствуйте, я приехал!») — радянський драматично-комедійний телефільм Михайла Бадикяну 1979 року, знятий на кіностудії «Молдова-фільм» спільно з творчим об'єднанням «Арта» на замовлення Державного комітету телебачення та радіомовлення СРСР. Фільм являється дебютом для акторки Ірини Лачіной, доньки акторки Світлани Томи, яка знялась разом з нею в 7 років.

## Сюжет
Дія фільму відбувається у Кишиневі, Молдові.
Молодий випускник політехнічного ВУЗу Антон Лаврентійович Крецу, недавно закінчивши його, вирушає на потязі на роботу, в одному купе разом з ним знаходяться узбек Ісмаїл Іванович та його дружина, тут же в купе заходить провідниця і просить Антона прокинутися і вийти з поїзда, натякаючи  на те, що потяг рушить, але той не встає.
Тут же потяг зупиняється на прохання Ісмаїла Івановича і він іде за газетою, повертаючись назад, він просить Антона встати, натякаючи на те, що потяг уже рушив, але той, послухавшись його, встає і спізнюється на роботу, провідниця йому каже, що він зійде  на наступний, але той протизаконно використовує стоп-кран, провідниця та Ісмаїл Іванович випадково падають на підлогу від зупинки потягу, внаслідок падіння він притискає її і сам отримує синець під оком.
Тут же Антона на виході з поїзда затримує міліція, натякаючи йому на те, що стоп-кран потрібно використовувати тільки в екстрених випадках і на те, що порушники цього правила зазнають арешту, тут же міліція помічає у нього важку гирю з написом «Дорогому Антому від  дівчаток курсу! Розвивайся і надійся, що двома руками може бути ти колись її піднімеш!» (рос. «Дорогому Антону от девочек курса! Развивайся и надейся, что двумя руками может быть ты когда-нибудь ее поднимешь!»), яку подарували йому на випускному вечорі в інституті.
Антон приходить до кабінету директора Валерія Піменовича за розподілом і потім називає свої прізвище, ім'я та по батькові, Валерій Піменович каже Антону, що дізнався про нього за дзвінком міліції, а той каже, що запізнювався, Антон також йому каже, що приїхав сюди за сімейними обставинами, у сенсі, неполадки з тещею, мамою майбутньої дружини, Валерій Піменович йому каже, що його місце на роботі зайняте, але той все-таки влаштувався, Валерій Піменович назначує Антона його замісником, інженером-механіком та постачальником.
Антон працює на складі, тут же до нього приходить начальник другого постачання Аркадій Христофорович Ангел та приносить йому їжу — ковбасу, зелену цибулю та помідори, Антон починає йому відмовляти, а той йому каже, що від ковбаси відмовляються тільки голодні і що коли з ним розмовляє начальство, не треба спорити з ним, Антон одразу узнає, що він начальник і дуже радий з ним познайомитись, Ангел просить його відправити в один з готелів, залишив тут їжу іншому робітнику Василю Інокентійовичу, який одразу після цього занімає місце Антона.
Антон на прохання Ангела приходить в кімнату готеля, Ангел йому каже, що колись раніше теж в неї жив, виявляється, що в цієї кімнаті живуть молдованка Вероніка, її батько Сімеон та її донька Дана, Антон, прокидаючись, починає знайомитись з Веронікою, до Антона на склад знову приходить Ангел та назначує йому відправитись в Ташкент та привести йому велику середньоазійську диню, Антон підбирає собі підходячі капелюх і костюм і відправляється в Ташкент.
Спочатку Антон виявляється на човновій станції і бачить там дядька Сімеона, той називає красивим, тут же виявляються Вероніка і Дана, Антон питає у Вероніки, коли вони разом підуть в кіно, а вона йому відповідає, що не знає, Дана каже, що теж хоче в кіно, а той їй каже, що в цей час туди дітей не пускають.
Приїхавши в Ташкент, Антон зустрічається з Ісмаїлом Івановичем, цим же самим відвідувачем купе, той пригощає його узбекським пловом, який можна їсти не ложкою, а рукою і розказує йому історичний анекдот про постачання, Антон повертається назад до Ангела, але той починає його обговорювати за відсутність завдання, яке він його просив виповнити, Антон йому натякає на те, що значить, він способний, а Ангел йому натякає на те, що талант це праця (фраза Максима Горького), Антон йде з Веронікою в ресторан, щоб пригостити її морозивом і шампанським.
Після відвідування ресторану Ангел відвозе Антона в один з ювелірних магазинів, де вони разом купляють там подарунки, які потім дарують робітникам здання «Йолгорліклар» (рос. «Ёлгорликлар»), приїхавши в це здання, Ангел бачить там Ісмаїла Івановича та просить Антона до нього підійти, але той не хоче і уходить зі здання, Антон сидить на лавочці і тут до нього приходить Ангел, сідає біля нього і натякає на те, що методика постачання розроблена ще під час єгипетських фараонів і пропонує йому плов, але той натякає на те, що він ситий.
Вночі, коли Антон спить в кімнаті готелю, Ангел збирається полетіти, Антон не спить, а просто притворюється сплячим і слухає, що той йому каже, Ангел зібрався і пішов, перед тим сказав йому, щоб він не скучав, Антон повертається і дивиться йому вслід, днем Антон приїжджає до Вероніки і привозе їй квіти і велосипед для Дани, натякаючи на те, що, коли вона виросте, буде на ньому кататися.
Антон повертається на склад і бачить, що Василь Інокентійович замінює старі карбюратори на нові, тому що його так попросив один з товаришів, Антон пригрожає йому міліцією, назвав це крадіжкою, той йому натякає на те, що у нього мати на пенсії і молодший брат учиться в п'ятому класі, один з робітників просить Антона гнати Василя Інокентійовича за крадіжку, а той йому каже, що Василю Інокентійовичу ще треба вчитися.
Антон знову виявляється в цьому ж зданні, в якому він був з Ангелом та приносить подарунок однієї з робітниц по імені «Ластівка», пізніше назад до Антона на склад повертається Ангел і натякає на те, що той порушує методи, які він створював своїми руками, також він йому натякає на те, що його метод це праця, а той починає перед ним оправдатися, Антон і Ангел виявляються в кабінеті Валерія Піменовича і там ведуть з ним бесіду, в якій участвують заступники директора, їх речь йде про постачання, але тут в кабінет приходить один з робітників і приносить їм ремінь, натякаючи на те, що у нього власна марка і інша серія.
Вони приходять на склад і просять Василя Інокентійовича принести їм цілий ящик з такими ж самими ременями, заступники вітають Ангела за ремені, але той називає це цирком, один з заступників натякає на те, що Антон переходить в збірочний, тому що він про це мріяв, Ангел натякає на те, що Антону самому цікаво впровадити нові методи, а директор натякає на те, що треба щось зробити, щоб улучшити положення, Антон і Ангел виходять з кабінету, Ангел прощається з ним, а той збирається звідси в відрядження.
Антон перед поїздкою показує дядькові Сімеону, як він піднімає гірю двома руками, так як на неї написано, що її можна підняти тільки двома руками, внаслідок чого він, піднявши її верх ногами, випадково розбиває люстру на половину, тут же заходить Вероніка, а він їй каже, що купить нову люстру, вона назвала цей випадок пустяком, Вероніка проводжає Антона в добрий шлях в відрядження і на цьому закінчується фільм.

## У ролях
- Володимир Ізотов — Антон Лаврентійович Крецу, випускник політехнічного ВУЗу, спеціаліст, інженер-механік, постачальник, замісник начальника відділу другого постачання
- Леонід Каневський — Аркадій Христофорович Ангел, начальник відділу другого постачання
- Світлана Тома — Вероніка, мати Дани, донька дядька Сімеона
- Михайло Бадікяну — дядько Сімеон, батько Вероніки, дідусь Дани
- Юрій Медведєв — Ісмаїл Іванович, узбек
- Валеріу Купча — Валерій Піменович, директор кабінету
- Олександр Брайман — заступник директора
- Валерій Лисенков — Василь Іннокентійович, рудий робітник складу
- Сергій Іорданов — батько Дани (епізодичная роль)
- Ірина Лачіна — Дана, донька Вероніки, онучка дядька Сімеона
- Лола Бадалова — дружина Ісмаїла Івановича
- Іліє Гуцу — головний інженер
- Бено Аксьонов — змінний інженер
- Олександр Мутафов — гардеробник здання «Йолгорліклар», аксакал
- Сільвія Бєрова — епізод
- Євгенія Тодорашко — провідниця (в титрах вказана як «Є. Тудорашку»)
- Ірина Корнілова — «Ластівка», робітниця здання «Йолгорліклар»

## Знімальна група
- Автор сценарію — Олександр Горохов
- Режисер-постановник — Михайло Бадікяну
- Оператор-постановник — Дмитро Моторний
- Художник-постановник — Федір Лупашку
- Композитор — Олександр Сокирянський
- Пісня — «Здрастуй, любов!» — виконає Валентина Толкунова (музика Олександра Сокирянського і слова Ірини Бадикової)[4]

Фільм знято на плівку шосткинського хімкомбінату «Свема».

## Зйомки
Зйомки фільму проходили в Кишиневі, Молдові.
В початковій сцені фільму, в якій головний герой Антон Крецу їде на потязі, можна помітити тепловоз «ТЕП10Л», ця сцена знімалась на території локомотивного депо «ТЧ-1 Кишинев».
В інших сценах можна помітити такі місця зйомок:
«Органний зал» (до недавнього часу — «Міський банк») — теперішне здання «Примерії» і «Головпоштамту».
«Інтуріст» (відтепер — «Національ») — готель, який знаходиться на проспекті Леніна (відтепер — бульвар Штефан чел Маре), в цієї сцені перед ним знаходяться фонтани і клумби. Зараз він на тій же вулиці знаходиться в жахливому стані і вже дуже довго чекає свого відродження.
Крім того, в однієї з сцен на проспекті Леніна, коли Антон Крецу питається перебігти дорогу, в кадрі помічено незвичайний пам'ятник Льву Толстому, на якому зображена його голова.
Одна з сцен, де Антон Крецу і Аркадій Христофорович Ангел знаходяться в ювелірному магазині, знімалась в відомому в минулому ювелірному магазині «Самоцвіти». З вікон магазину помічени фонтани перед тим же самим готелем, готель «Кишинеу» і пам'ятник Воїнам-визволителям, магазин побудовано в Кишиневі, в 1978 році, а зйомки фільму проходили лише в 1979 році.
Одна з сцен, де Антон Крецу знайомиться з дядьком Сімеоном, знімалась на човновій станції Комсомольського озера (відтепер — Валя-Морілор).
В одному короткому кадрі помічено проспект Мира (відтепер — проспект Дачія) в ділянці перетину з теперішньою вулицею Теілор, яка зліва не потрапила в кадр. Автомобіль проїжджає мимо Дачії, 21 і пустиря, на якому раніше хотіли побудувати просторий сучасний кінотеатр, який так і не побудували.
Одна з сцен, де Антон Крецу і Вероніка сидять в ресторані, знімалась в ресторані «Дойна» в парку «Долина троянд». Зйомки внутрішнього  міста проходили в іншому закладі.
І нарешті останнє, ще в одному короткому кадрі нічного Кишинева, зробленом за декілька секунд, помічени яркі неонові вивіски і «Центральний телеграф».
Ще деякі сцени знімалися не тільки в Кишиневе, але ще і в Ташкенті.
| - «Центральний телеграф», фото 2006 року - Парк «Долина троянд», фото 1980 року - Проспект Дачія, фото 1980 року - Озеро «Валя-Морілор», фото 2008 року - Готель «Інтуріст», фото 1980 року - Органний зал, фото 1980 року - Готель «Національ», фото 2004 року |

## Прем'єра на ТБ
Прем'єра фільму відбулася 11 вересня 1980 року, в 21:40 на Центральному телебаченні СРСР. З 1982 по 1991 роки там же йшли повтори фільму.
29 березня 2014 року повтор фільму йшов на телеканалі «ОТР», в 00:00, після нього там же також в 01:00 йшов повтор фільму «Старший син» за участю Володимира Ізотова.